# Tanudan
Tanudan est une municipalité de la province de Kalinga, située dans la région administrative de la Cordillère aux Philippines. Lors du recensement de 2020, sa population s'élève à 8 746 habitants.

## Géographie
Tanudan est située au nord de l'île de Luçon, la plus grande île des Philippines.
D'une superficie totale de 307,55 kilomètres carrés, elle est divisée administrativement en 16 barangays : 
- Anggacan
- Anggacan Sur
- Babbanoy
- Dacalan
- Dupligan
- Ga-ang
- Lay-asan
- Lower Mangali
- Lower Lubo
- Lower Taloctoc
- Mabaca
- Mangali Centro
- Pangol
- Poblacion
- Upper Lubo
- Upper Taloctoc

## Démographie
| 1939 | 1948 | 1960 | 1970 | 1975 | 1980 | 1990 | 1995  | 2000  | 2007 | 2010 | 2015 | 2020 |
| ---- | ---- | ---- | ---- | ---- | ---- | ---- | ----- | ----- | ---- | ---- | ---- | ---- |
| 3720 | 3849 | 4607 | 5696 | 5914 | 6327 | 9323 | 11243 | 10275 | 8119 | 8529 | 9534 | 8746 |